# Clinanthus
Clinanthus Herb. es un género de plantas herbáceas, perennes y bulbosas perteneciente a la familia de las amarilidáceas (Amaryllidaceae). 

## Taxonomía
El género fue establecido por William Herbert en 1821 cuando describió a Clinanthus luteus y restablecido por Alan Meerow y colaboradores en 2000. Comprende 22 especies originarias principalmente de Perú. 
El género fue descrito por  William Herbert y publicado en An Appendix 40. 1821.

## Listado de especies
- Clinanthus callacallensis (Ravenna) Meerow
- Clinanthus campodensis (Ravenna) Meerow
- Clinanthus caracensis (Ravenna) Meerow
- Clinanthus chihuanhuayu (Cárdenas) Meerow
- Clinanthus coccineus (Ruiz & Pav.) Meerow
- Clinanthus croceus (Savigny) Meerow
- Clinanthus elwesii (Baker) Meerow
- Clinanthus flammidis (Ravenna) Meerow
- Clinanthus fulvus (Herb.) Meerow
- Clinanthus glareosus (Ravenna) Meerow
- Clinanthus humilis (Herb.) Meerow
- Clinanthus imasumacc (Vargas) Meerow
- Clinanthus incarnatus (Kunth) Meerow
- Clinanthus incarus (Kraenzl.) Meerow
- Clinanthus luteus Herb. App. 40 (1821).
- Clinanthus macleanicus (Herb.) Meerow
- Clinanthus microstephus (Ravenna) Meerow
- Clinanthus mirabilis (Ravenna) Meerow
- Clinanthus recurvatus (Ruiz & Pav.) Meerow
- Clinanthus sunchubambae (Ravenna) Meerow
- Clinanthus variegatus (Ruiz & Pav.) Meerow
- Clinanthus viridiflorus (Ruiz & Pav.) Meerow